# غولادا
بلدية غولادا (بالإسبانية: Golada) هي بلدية تقع في مقاطعة بونتيفيدرا التابعة لمنطقة غاليسيا شمال غرب إسبانيا.

## الديموغرافيا
يبلغ عدد سكان بلدية غولادا 2.926 نسمة عام 2011 (وفقاً للمعهد الوطني للإحصاء الإسباني).
| 4.915 | 4.457 | 4.117 | 3.414 | 3.216 | 3.094 | 2.926 |